# Einwohnerentwicklung von Chorzów

Stadtwappen

Dieser Artikel gibt die Einwohnerentwicklung von Königshütte OS/Chorzów tabellarisch und grafisch wieder.
Am 30. Juni 2012 betrug die Amtliche Einwohnerzahl für Chorzów 111.314. Die höchste Einwohnerzahl hatte Chorzów nach Angaben der GUS im Jahr 1977 mit 156.600 Einwohnern.

## Einwohnerentwicklung

Einwohnerentwicklung von Chorzów

- 1939: 110 000
- 1946: 110 675 (a)
- 1950: 129 456 (a)
- 1955: 141 363
- 1960: 147 037 (a)
- 1961: 149 800
- 1962: 151 800
- 1963: 153 200
- 1964: 153 500
- 1965: 153 721
- 1966: 154 100
- 1967: 151 100
- 1968: 150 900
- 1969: 151 300
- 1970: 151 946 (a)
- 1971: 152 012
- 1972: 153 000
- 1973: 154 400
- 1974: 155 050
- 1975: 156 347
- 1976: 156 500
- 1977: 156 600
- 1978: 150 200 (a)
- 1979: 149 900
- 1980: 150 107
- 1981: 149 649
- 1982: 148 362
- 1983: 145 139
- 1984: 144 182
- 1985: 141 991
- 1986: 140 481
- 1987: 138 244
- 1988: 134 138 (a)
- 1989: 132 674
- 1990: 131 902
- 1991: 131 536
- 1992: 128 832
- 1993: 127 049
- 1994: 126 489
- 1995: 125 226
- 1996: 123 608
- 1997: 123 045
- 1998: 121 708
- 1999: 121 243
- 2000: 120 450
- 2001: 119 543
- 2002: 116 519 (a)
- 2003: 115 844
- 2004: 115 241
- 2005: 114 686
- 2006: 113 978
- 2007: 113 678
- 2008: 113 469
- 2010: 112 697
- 2011: 111 536
- 2012: 111 314 (30. Juni)[1]

a = Volkszählungsergebnis

## Stadtfläche
- 1995: 33,52 km²
- 1997: 33,60 km²
- 2006: 33,24 km²